# 坂井犀水
坂井 犀水（さかい さいすい、1871年5月2日（明治4年3月13日） - 1940年（昭和15年）7月31日）は、明治から昭和前期に活動した編集者、美術評論家である。
石川県出身。本名は坂井 義三郎。

## 経歴
1871年金沢生まれ。上野昭邦の五男で、坂井栄三郎の養子となる。生家の上野家は加賀藩家老の分家に仕える家柄であったが維新後は衰え、養家も中学の頃に没落する。九鬼隆一の知遇を得て1891年、帝国博物館技手となり、奈良、京都の古美術調査に従事。1895年、宗教研究のため大徳寺に参禅。1897年、関西学院等でキリスト教を学ぶ。1898年、内村鑑三が萬朝報退社後に創刊した「東京独立雑誌」の編集者となり、同誌廃刊後（1900年）は「東京評論」に移る。
その傍ら「美術画報」の編集に当たり、ルネサンスの画家ラファエロの評伝をまとめ、美術史家岩村透と知り合う。岩村からミケランジェロ伝の執筆を進められるが、美術研究は「道楽」のつもりだったという。この頃（1900-1903年頃）は社会事業に関心が深く、留岡幸助の家庭学校（感化院）の事業に専念する予定だったが、病気のため断念する。
1905年に創刊された「月刊スケッチ」、「光風」（白馬会の機関誌）の編集を担当する。1909年、「美術新報」の編集を任され、岩村透とともに誌面を刷新する。また同年白馬会会員となる。
1913年（大正2年）に国民美術協会が創立されると、理事、主事を務めた。

## 著作
坂井義三郎名義
- 画聖ラフアエル（1902年）
- メリー・リード嬢小伝（1905年）
- 本邦癩病叢録（編著、1919年）

坂井犀水名義
- 日本木彫史（1929年）
- 黒田清輝（1937年）

## 文献
- 西田孝司『坂井犀水の青春 : その前半生をたどって』（2014、私家版）
- 西田孝司『坂井犀水著作目録』（2015、私家版）
- 西田孝司編『坂井犀水初期著作選集』（2016、私家版）